# Kujbiedy
Kujbiedy [kui̯ˈbjɛdɨ] est un village polonais de la gmina de Jasionówka dans le powiat de Mońki et dans la voïvodie de Podlachie. Il se situe à environ 3 kilomètres au sud-est de Jasionówka, à 17 kilomètres à l'est de Mońki et à 31 kilomètres au nord de Bialystok.